# Phthiria mongolica
Phthiria mongolica är en tvåvingeart som beskrevs av Zaitzev 1972. Phthiria mongolica ingår i släktet Phthiria och familjen svävflugor.
Artens utbredningsområde är Mongoliet. Inga underarter finns listade i Catalogue of Life.